# سرطان جوز الهند

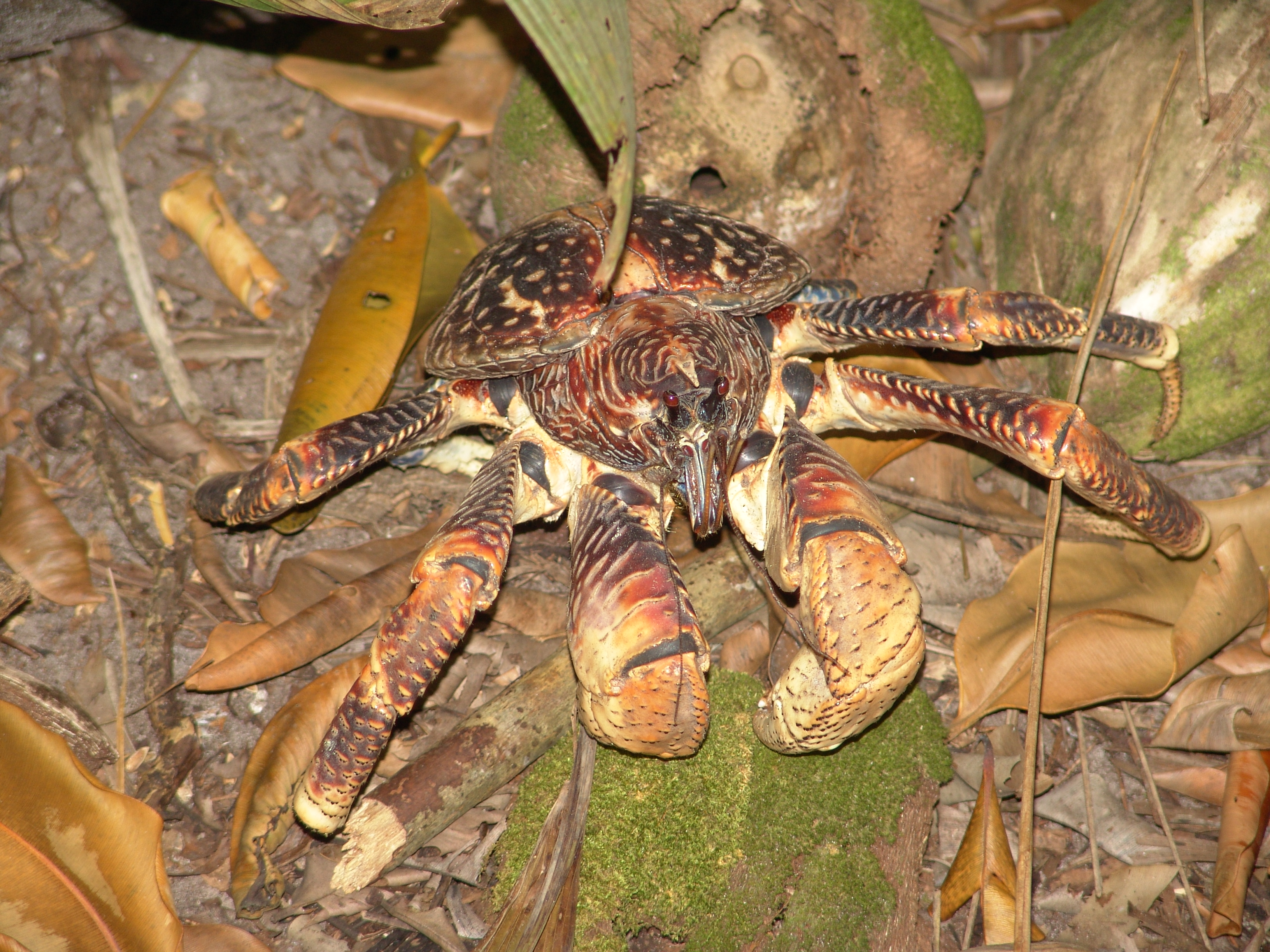

سرطان جوز الهند (بالإنجليزية:  coconut crab)‏, (اسم علمي: Birgus latro) و المعروف أيضا بالسرطان السارق أو سرطان جانغو أو لص النخيل (بالإنجليزية:  robber crab, ganjo crab , palm thief)‏ هو نوع بري من السرطانات الناسكة. و يشتهر بكونه أكبر مفصلي بري في العالم وربما أكبر حيوان ذا هيكل خارجي في العالم، وزنه 4,1 كجم وعرضه قد يصل إلى متر. وصف سرطان جوز الهند أول مرة عام 1767 